# Kai Rautio
Kai Rautio (Oulu, 22 luglio 1964) è un ex hockeista su ghiaccio finlandese.
Rautio ha giocato per quasi tutta la sua carriera nel massimo campionato finlandese, la SM-liiga: ha esordito con il Kärpät di Oulu nel 1985-86, dove rimase per 4 stagioni. Passò poi all'HIFK Helsinki per altre quattro stagioni. Nel 1993-94 ritornò nella squadra che lo aveva lanciato e che - nel frattempo era retrocessa in I divisioona (la seconda serie finlandese).
Dopo una stagione si accasò al KalPa di Kuopio, nuovamente in massima serie, mentre nel 1995-96 ha giocato nell'Hämeenlinna HPK per la prima volta; vi tornerà poi nel 1997-98, dopo una stagione in Germania, nei Frankfurt Lions.
Al termine della stagione '97-'98 giocherà i play-off del campionato italiano, messo sotto contratto dall'HC Bolzano che vinse poi il titolo. Tornò poi nuovamente all'Hämeenlinna per un'ulteriore stagione.
Ha chiuso la carriera al termine del campionato 1999-2000, giocato in Francia con l'HC Caen.
In nazionale ha disputato due mondiali: nel 1990 (6º posto finale) e nel 1992 (medaglia d'argento).
Dopo il ritiro ha allenato sia in Finlandia che in KHL